# My Maudlin Career
My Maudlin Career är det fjärde studioalbumet av indiepopbandet Camera Obscura, utgivet i april 2009 på skivbolaget 4AD.
Likt det föregående albumet spelades My Maudlin Career in i Sverige under produktion av The Bear Quartet-gitarristen Jari Haapalainen och med stråkarrangemang av Björn Yttling. Albumet blev gruppens listdebut på UK Albums Chart i Storbritannien där det hamnade 32:a. Från albumet släppte man fyra singlar; "French Navy", "Honey in the Sun", "The Sweetest Thing" samt "The Blizzard"/"Swans".

## Låtlista
Alla låtar är skrivna och komponerade av Tracyanne Campbell. 
| Nr  | Titel                  | Längd |
| --- | ---------------------- | ----- |
| 1.  | French Navy            | 3:19  |
| 2.  | The Sweetest Thing     | 4:23  |
| 3.  | You Told a Lie         | 3:45  |
| 4.  | Away with Murder       | 4:08  |
| 5.  | Swans                  | 4:09  |
| 6.  | James                  | 3:50  |
| 7.  | Careless Love          | 4:35  |
| 8.  | My Maudlin Career      | 4:19  |
| 9.  | Forests and Sands      | 4:16  |
| 10. | Other Towns and Cities | 3:59  |
| 11. | Honey in the Sun       | 5:45  |

## Listplaceringar
| Listor (2009)                    | Högsta placering |
| -------------------------------- | ---------------- |
| Brittiska albumlistan            | 32               |
| USA Billboard 200                | 87               |
| USA Billboard Alternative Albums | 21               |
| USA Billboard Independent Albums | 7                |
| USA Billboard Tastemaker Albums  | 9                |

## Medverkande
| Camera Obscura - Tracyanne Campbell – sång, gitarr - Gavin Dunbar – bas - Carey Lander – piano, orgel - Kenny McKeeve – gitarr, bakgrundssång - Lee Thomson – trummor Ytterligare musiker - Erik Arvinder – fiol - Anna Dager – cello - Nicolai Dunger – bakgrundssång (2) - Andreas Forsman – fiol - Jessica Hugosson – fiol - Santiago Jiménez – fiol - Per "Texas" Johansson – valthorn - Christopher Ohman – altfiol - Britta Persson – bakgrundssång - Stefan Persson – trumpet - Björn Yttling – stråkarrangemang | Produktion - Julie Annis – omslagsdesign - Jari Haapalainen – producent - Henrik Jonsson – mastering (Masters of Audio) - Donald Milne – fotografi - Pontus Olsson – mixning (Atlantis Studio) - Johan Rude – inspelning (Cosmos Studio) |